# Alster (flod)
Alster är en 53 kilometer lång högerbiflod till Elbe i norra Tyskland. Den har sin källa i Kisdorferwohld nära Henstedt-Ulzburg i Schleswig-Holstein cirka 25 kilometer norr om Hamburg. Alster flyter i stort sett söderut och når floden Elbe i Hamburg. 

## Historik
Alster har varit fördämd i Hamburg sedan 1190, från början för att ge kraft åt en vattenkvarn. 1235 byggdes ytterligare en damm för att förse en andra kvarn med kraft, detta gjorde att en sjö bildades i floden. På 1300-talet förvärvade staden Hamburg rätten att nyttja Alster som viktig vattenväg. Alsterns källa är sedan 1953 infattad med en hästskoformad naturstensmur. Området är ett naturreservat.
Alster bildar två konstgjorda sjöar inom Hamburgs stadsgränser, den största kallas Außenalster (yttre Alster) och minsta Binnenalster (inre Alster). Nu för tiden är dessa sjöar och de omgivande parkerna ett viktigt rekreationsområde i och nära Hamburgs centrum.

## Alsterpark
Alsterpark ligger längs stranden av Alster runt den yttre Alster och omfattar områdena Schwanenwik, Eduard-Rhein-Ufer och Alsters förland. Med början i söder leder parken österut genom Hamburg-distrikten St. Georg, Hohenfelde, Uhlenhorst och Winterhude, från Krugkoppelbrücke västerut genom Alsters förland i Harvestehude och Rotherbaum till Kennedybron vid övergången till Binnenalster.
Alster har gett namn åt drycken Alsterwasser.

## Bilder

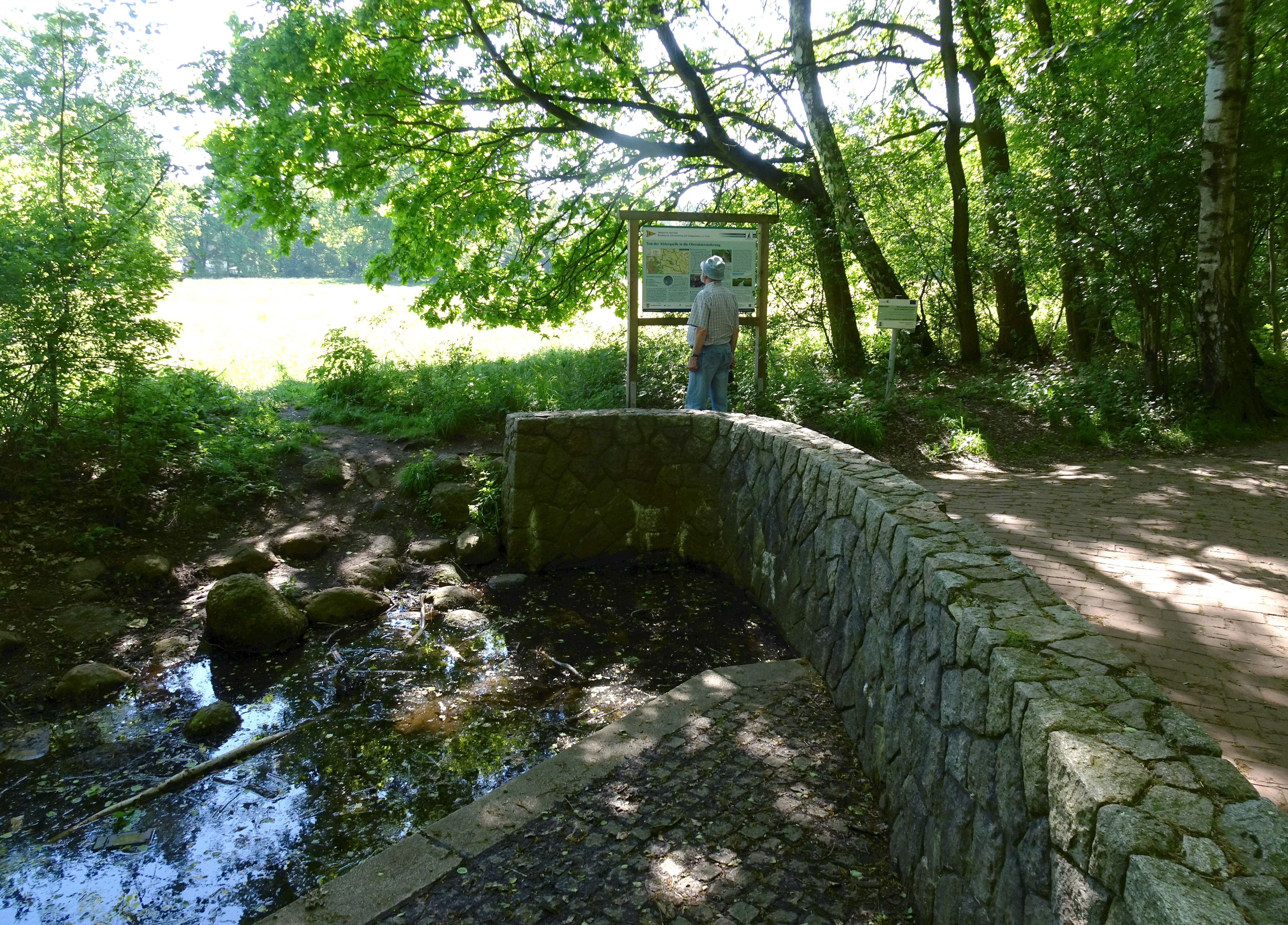
Alsterns källa.
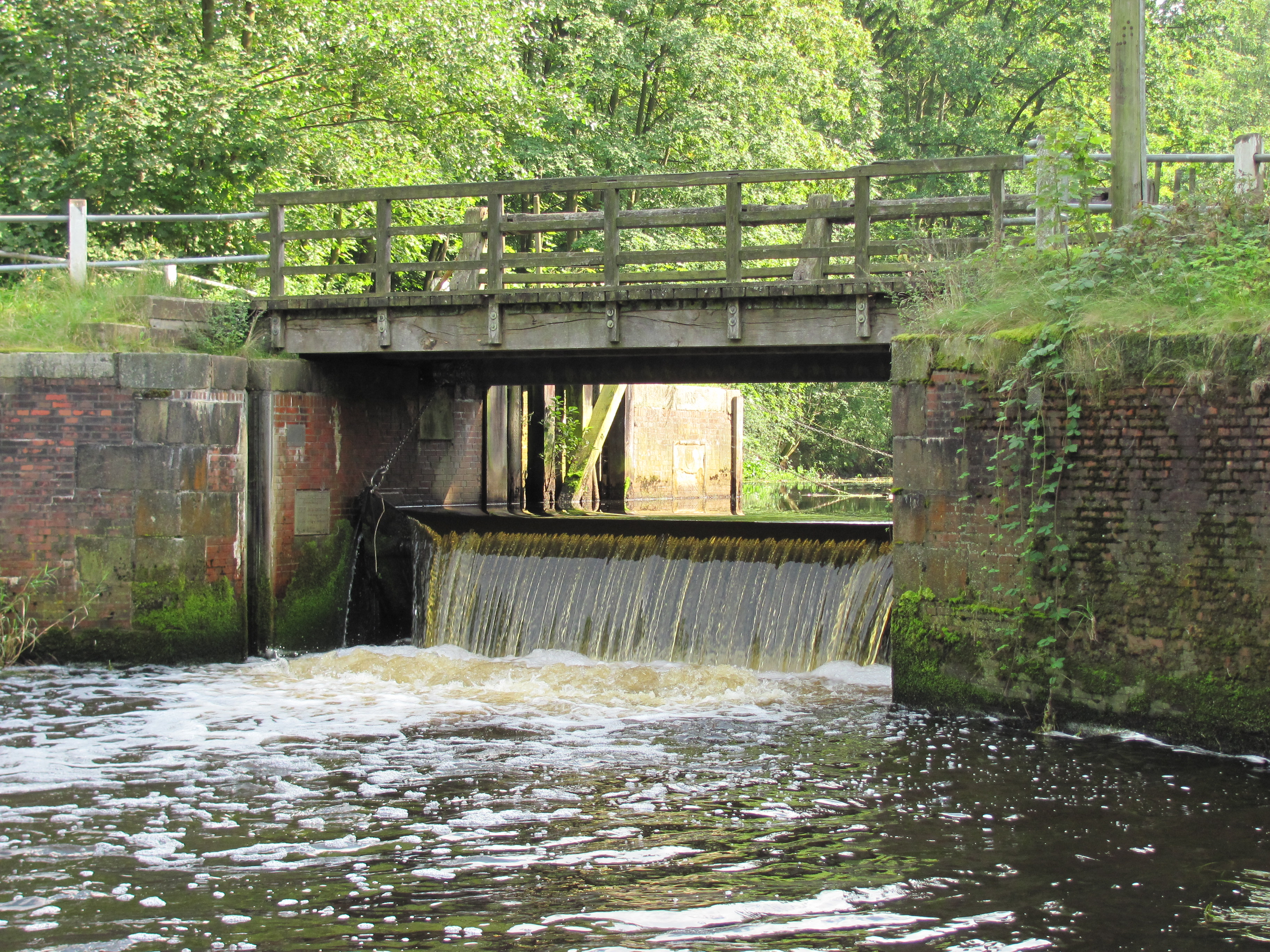
Gamla slussen i Mellingburg.
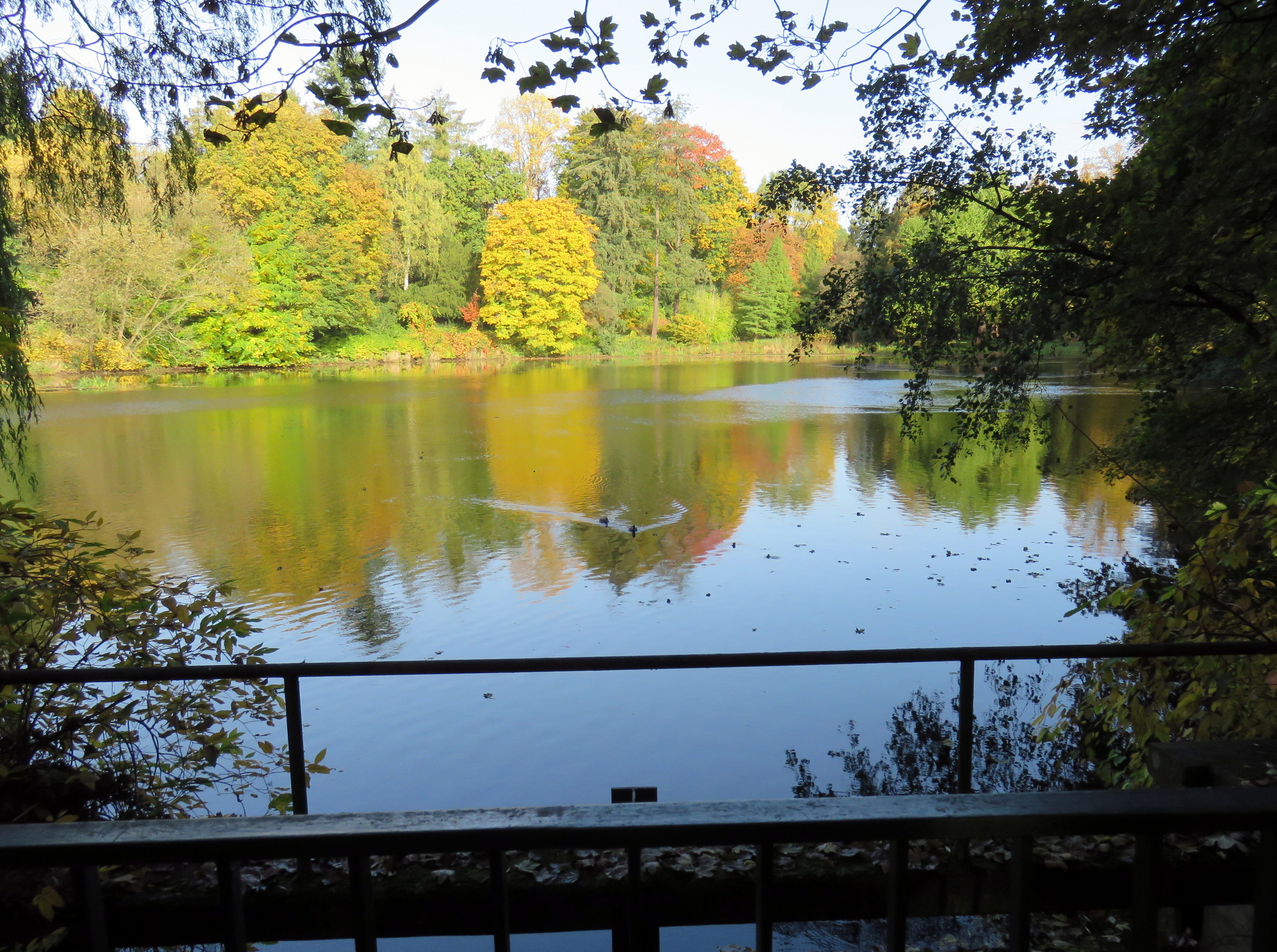
Alsterpromenaden i Poppenbüttel.
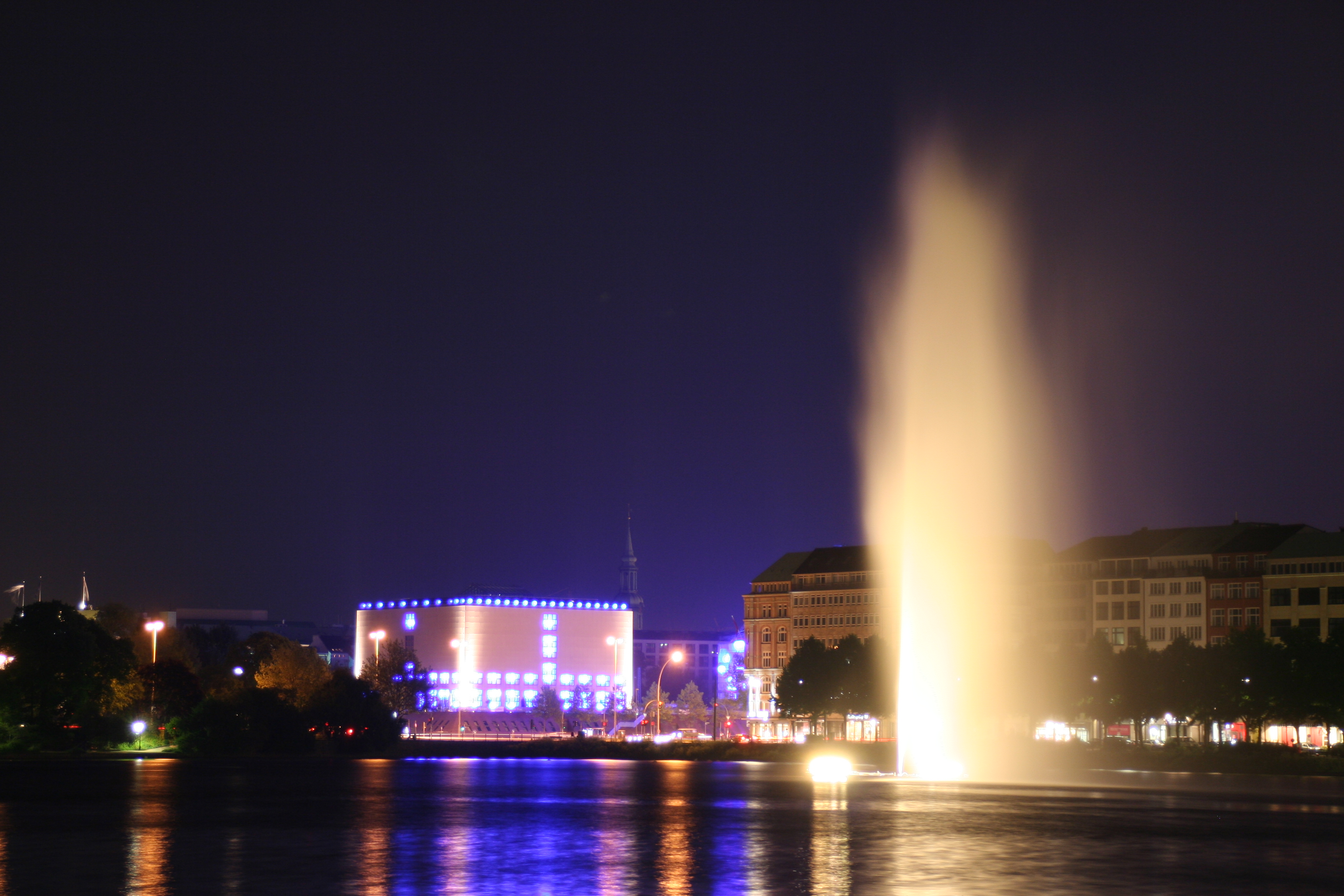
Fontänen på Binnenalster.
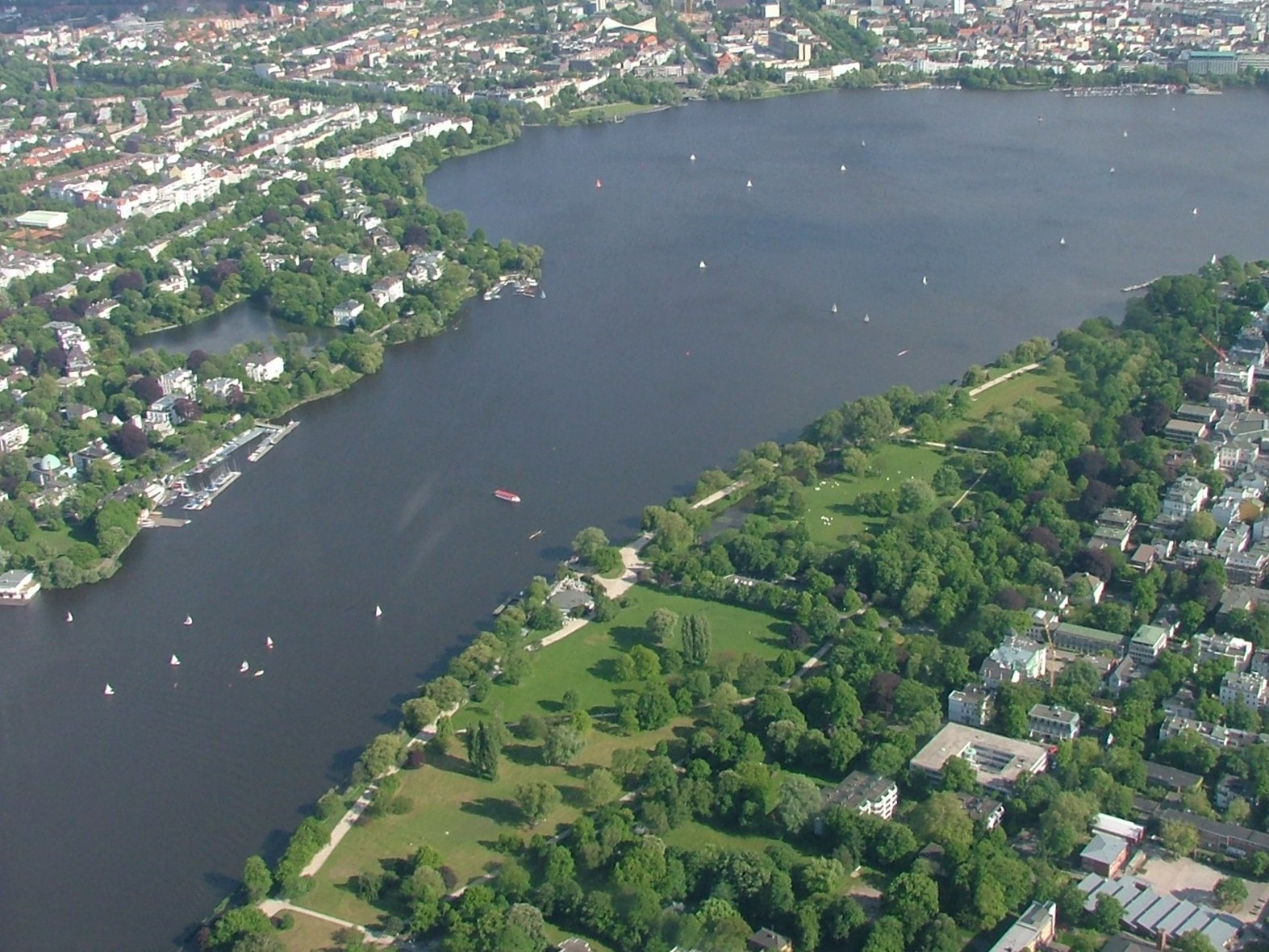
Alsterpark
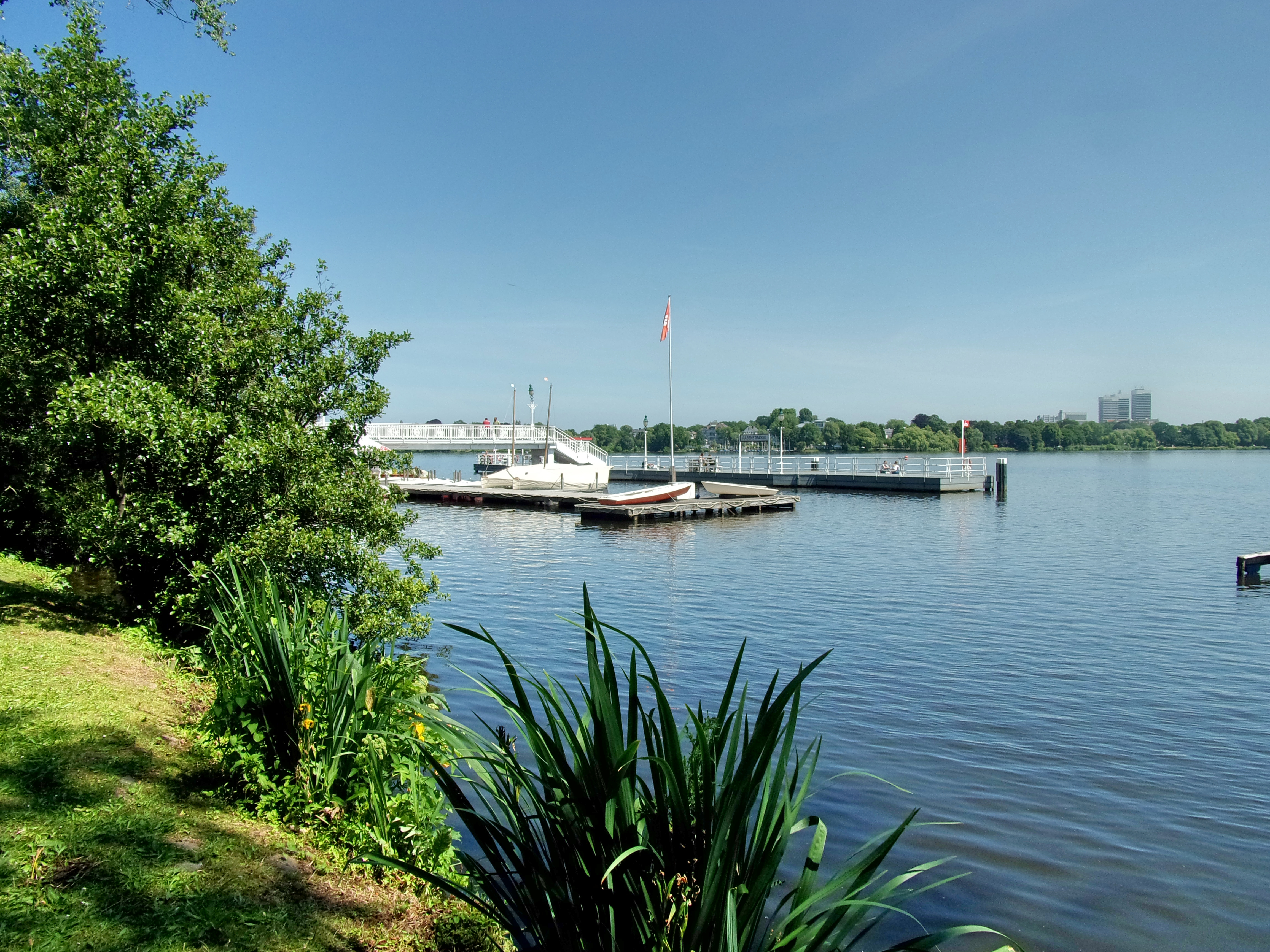
Alsterpark och Rabenstrasse brygga.
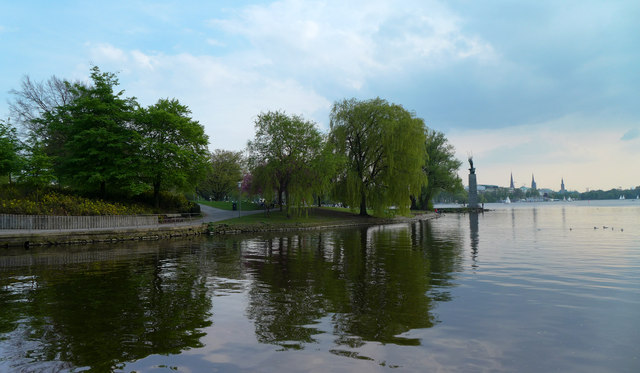
Schwanenwik
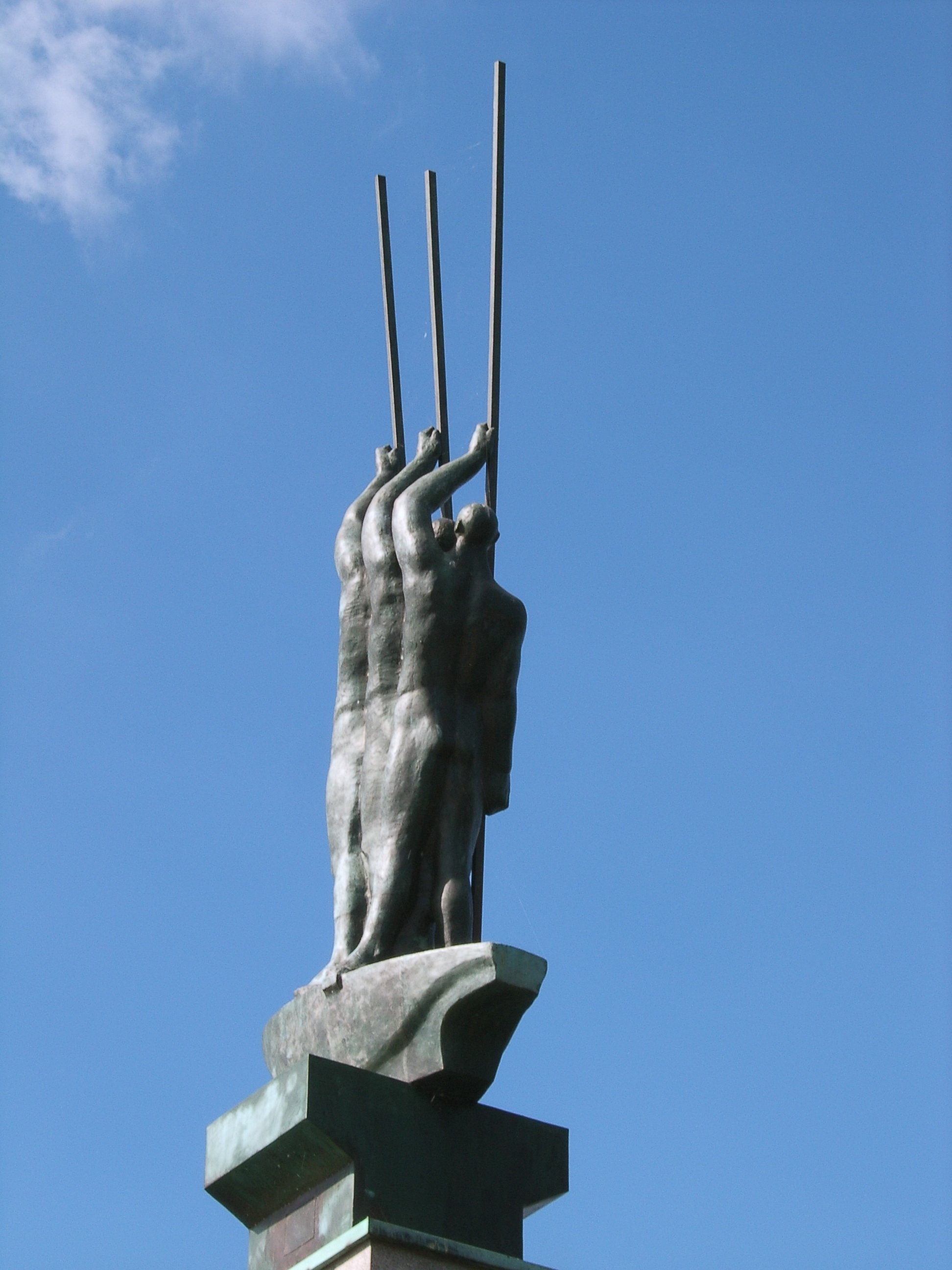
Statyn 3 män i en båt i Schwanenwik.

## Bifloder

### Vänsterbifloder
- Bredenbek
- Ammersbek
- Saselbek
- Osterbek
- Wandse

### Högerbifloder
- Tarpenbek
- Isebek